# Мариинский Посад
Марии́нский Поса́д (чув. Сӗнтӗрвӑрри, историч. Сунды́рь, неофиц. Марпоса́д) — город в Чувашской Республике России. Административный центр Мариинско-Посадского муниципального округа.

## История

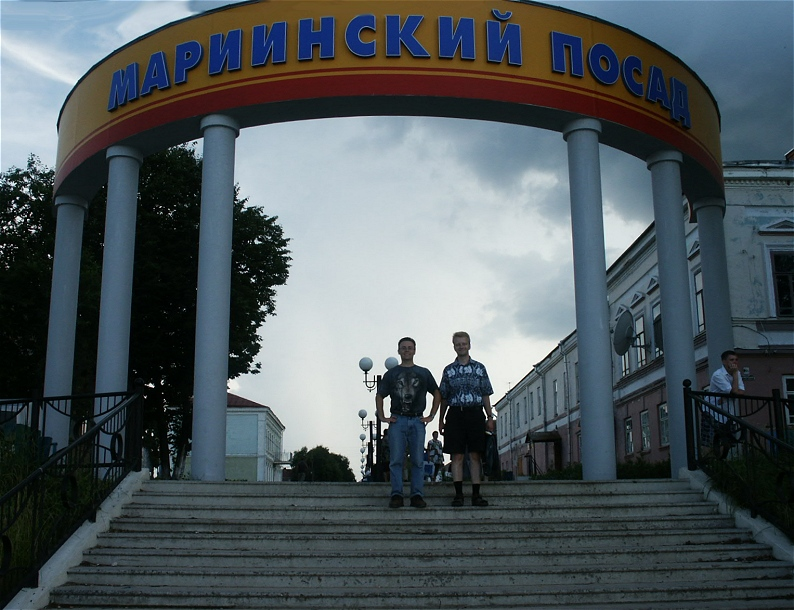
Мариинский Посад. Набережная, вид с Волги

Мариинский Посад стоит на правом берегу реки Волги в средней полосе России между Чебоксарами и Казанью. Раньше поселение входило в состав «Аказиной сотни» марийского князя Аказа. По летописи упоминается, что после покорения Иваном Грозным Казанского ханства в середине 16 столетия здесь стали селиться русские. Это поселение одно из старейших в Чувашии и оно тогда называлось Сундырь.
Первое упоминание о Сундыре относится к 1620 году. Своё название село получило от имени реки Сундырка, на берегу которой оно возникло. По-чувашски Мариинский Посад до сих пор называется Сӗнтӗрвӑрри, что в переводе значит «устье Сундыря». Слово «Сӗнтӗр» происходит от горномар. Шындыр (река Сундырь), которое состоит из слов — «шын» — «река, водный источник»; «дыр» / «тыр» — «край, берег».
Н. И. Золотницкий считал, что причиной возникновения данного названия послужила Сундырская гора (мар. Аламнер, Аралы курык) с древним марийским городищем, у подножия которой находилось село.
Другой дореволюционный исследователь, С. М. Михайлов, приписывал названию «Сундырь» марийское происхождение от слова «шудерь» или «шидырь» — веретено. Такое толкование связано с распространением в старину на речке Сундырке небольших «веретённых» мельниц.
В 1624 году село Сундырь со слободами и починками Коновалово, Денисово, Ворошилово, Новый починок, Моляково, Чекурский выселок было отдано в вотчину Крутицкому митрополиту, который с дарованных ему земель собирал денежный сбор. 
В 1717 году чебоксарским купцом Л. Пичугиным в городе был основан винокуренный завод (с 1933 — Марпосадский спиртзавод).
Крестьянская война под предводительством Пугачёва
Отряды Емельяна Пугачёва прошли ниже села Сундырь, около деревни Нерядово летом 1774 года. Этот крутой склон на берегу Волги находится в 3-5 км ниже Мариинского Посада и называется «Пугачевский взвоз». «…Утром в Сундыре пугачевцы повесили около 10 человек, в течение дня разграбили и подожгли в селе церковь, казнили священника Ивана Петрова, разгромили питейный дом и, уничтожив запасы вина и захватив казённые деньги, отправились в сторону Цивильска». На другой день Емельян Пугачёв обратился к населению с манифестом, в котором он провозгласил освобождение крестьян от крепостной зависимости навечно и призвал их беспощадно уничтожать помещиков, дворян и попов.
Екатерина Великая
Государева гора (в восточной части Мариинского Посада) была названа так в честь посещения её Екатериной Великой, очарованной прекрасными видами на приволжские ландшафты. Произошло это в 1763 году, когда по пути в Казань императрица навестила Сундырь. В её честь местная знать устроила обед на горе, которую потом так и назвали Государевой. У её подножия множество родников. Это одна из главных достопримечательностей города и любимое место отдыха горожан. В 1768 году была заложена Екатерининская дубовая роща, сохранившаяся до сих пор.
Пушкин
А. С. Пушкин в своё время проезжал через Мариинско-Посадский район (около села Октябрьское) и в пропущенной главе «Капитанской дочки» описал жуткую картину расправы с крестьянами: «Вдруг луна вышла из-за облака и озарила зрелище ужасное… плыла виселица на плоту, три тела висели на перекладине… Яркая луна озарила обезображенные лица несчастных. Один из них был старый чуваш, другой русский крестьянин, сильный и здоровый лет 20-и… над ними прибита была чёрная доска, на которой белыми крупными буквами было написано: „Воры и бунтовщики…“ Плот плыл вниз по реке. Виселица долго чернела во мраке.»
Но вскоре село Сундырь и соседние шесть деревень: Коновалово, Денисово, Ворошилово, Новый Починок, Моляково, Чекурский выселок оправились и занялись торговлей лесом, хлебом, рыбой и промыслами.
Переименование
В 1844 году несколько купцов-торговцев и лесопромышленников, числившихся крестьянами, хотели для своих промышленных дел перейти в сословие горожан. Для получения купеческой гильдии, ссылаясь на малоземелье (так как при малоземелье нанимали пахотную землю у соседних помещечьих крестьян), они составили ходатайство перед царским правительством, прося разрешения «именовать город или посад Мариинским в честь имени императорского величества государыни императрицы Марии Александровны и построить за счёт ходатайствующих богадельный дом тоже имени её…». Подписалось в этом ходатайстве 2106 человек.
23 мая 1856 года вопрос об образовании нового города обсуждался на собрании Государственного Совета Российской империи, которое решило переименовать село Сундырь и прилегающие к нему деревни Денисово, Ворошилово и Коновалово в городское поселение — посад. А 18 июня 1856 года император Александр Второй «высочайше утвердить соизволил и повелел исполнить» Мнение Государственного Совета о переименовании села Сундырь Казанской губернии и близлежащих деревень в посад и наименовании посада Мариинским. 21 июня 1856 года Министром Внутренних Дел был подан соответствующий рапорт Правительствующему Сенату, который в свою очередь 6 июля 1856 года издал Указ «о переименовании села Сундырь и близлежащих деревень в посад и наименовании посада Мариинским».
до 1917 года
В начале XX века Мариинский Посад, благодаря деятельности купечества и удачному экономико-географическому положению, близости торговых центров (Нижний Новгород и Казань), превосходил город Чебоксары. В городе торговали изделиями народных промыслов, были развиты бондарное, кузнечное, обозное (телеги, сани) дело, лозоплетение, работала судоверфь, где изготавливались баржи, шлюпки рыболовные, суда.
Городское купечество не только работало, но и жило в своём городе. Благодаря купцам старая центральная часть города является памятником градостроительства и архитектуры XVII—XIX вв. Мариинский Посад классический купеческий провинциальный город, почти не тронутый двадцатым веком.

### XVIII—XIX века
В 1726 году был построен Троицкий собор.
В 1761 году возведена церковь Казанской Божией Матери.
В 1882 году в городе образована пожарно-спасательная служба (с 1957 — пожарная часть, которая в 1988 переселилась в новое 4-этажное здание в южной окраине города; ранее находилась в северной части города около ул. Набережная).
В 1892 году в городе открыта больница (на 10 кроватей), ходатайство о строительстве которой писал ещё в 1875 году врач Марпосадского врачебного участка Гроссгейм; в 1895 году открыта частная аптека (провизор Адливанкин)

### XX век
в 1918 году был образован Мариинско-Посадский городской совет.
в 1918 году в основан драмкружок в Народном доме (позднее в РДК как Народный театр «Мариинский»)
9 июля 1919 года с балкона лесной школы этого здания (ныне здесь Художественная галерея; N 56°07,236’ E 47°43,437’) выступала Надежда Константиновна Крупская (супруга В. И. Ленина), которая прибыла на агитационно-инструкторском пароходе «Красная звезда».
1921 год — Маринский Посад стал центром Чебоксарского уезда, (с 26 марта 1921 по 1 октября 1927).
1927 год — в связи с образованием Мариинско-Посадского района город стал его административным центром. Население района составляло тогда 42343 человека. Первым председателем райисполкома стал бывший заместитель наркома просвещения Чувашской АССР И. С. Степанов (1897—1945).
1927 год — начало промышленного развития города. 3 декабря начала работу Мариинско-Посадская судостроительная верфь (с 1963 — завод сельхозоборудования; с 1966 — опытно-экспериментальный завод «Проммеханизация»; с 1992 — АО «Проммеханизация»; фактически прекратил своё существование в 2010—2011 гг, полностью снесён в 2012—2013 гг.).
1928 — начало работы местного радиоузла.
1932 — начало работы Мариинско-Посадской типографии и выход из печати районной газеты «Ударник» (с 1953 — «Ленинское знамя», с 1994 — «Наше слово»).
1938 — организована МТС (позднее — районное объединение «Сельхозтехника»; с 1994 — АООТ «Марпосадская сельхозтехника»).
В октябре 1941 года в Мариинский Посад переводят Чувашский государственный педагогический институт (пединститут находился там до августа 1945 года). 
Вторая половина XX века
1954 — основано ПТУ № 28 (сначала как училище механизации сельского хозяйства № 15; с 1964 — СПТУ № 6; с 1984 — СПТУ № 28).
1956 — организован Новинский русский народный хор.
1958 — открыта Мариинско-Посадская музыкальная школа с отделениями фортепиано, скрипки, баяна (ул. Ленинская, д.2; с 1975 — ул. Ленинская, д.3).
1963 — открыт Мариинско-Посадский краеведческий музей.
1967 — открыт кинотеатр «Чайка» на 300 зрителей (на месте разрушенной Успенской церкви).
1973 — начал работу Авторемонтный завод (позднее — АО АРЗ «Марпосадский»).
1973 — при РДК образован ВИА «Шузьм» (организаторы — Николай Савельев и Николай Горбунов; занимали 1 места среди сельских ВИА на республиканских фестивалях).
1987 — в декабре начал работу Мариинско-Посадский завод кабельных изделий (первоначально как Марпосадский филиал Чебоксарского завода «Чувашкабель»).
Январь 1996 — создан Народный хор Русской песни под руководством Надежды Сандаловой.

### XXI век
2002 — в спальном микрорайоне Коновалово открыт торговый дом «Лада», первый супермаркет в городе.
2008 — введён в эксплуатацию новый стационарный корпус больницы общей мощностью 78 круглосуточных и 12 дневных коек.
2010 — открыт новый физкультурно-оздоровительный комплекс ФСК «Мариинский» (21 июня 2010 года).
2011 — в апреле 2011 года открыт «Музей геральдики» — творческая мастерская художника-геральдиста В. А. Шипунова (микрорайон Коновалово, ул. Ломоносова).
2012 — г. Мариинский Посад занял 1 место на Республиканском смотре-конкурсе на лучшее озеленение и благоустройство населённого пункта Чувашской Республики за 2012 год.
9 августа 2013 года на улице Набережная в присутствии Главы Чувашии Михаила Игнатьева был открыт памятник императрице Марии Александровне.
2013 — Мариинско-Посадское городское поселение заняло первое место в республиканском конкурсе «Самое благоустроенное городское (сельское) поселение Чувашской Республики».
Распоряжением Правительства РФ от 29 июля 2014 года № 1398-р «Об утверждении перечня моногородов» город включён в категорию «Монопрофильные муниципальные образования Российской Федерации (моногорода) с наиболее сложным социально-экономическим положением».
В сентябре 2016 года представители Гаврилова Посада, Сергиева Посада и Мариинского Посада приняли участие в I межрегиональном Фестивале Посадов «Сохраняя историю и традиции», который прошёл в Мариинско-Посадском районе Чувашии.
22 декабря 2016 года в здании РДК открылся новый, оснащённый современным оборудованием, кинотеатр им. А. Я. Эшпая.
29 марта 2022 года Законом N23 О преобразовании муниципальных образований Мариинско-Посадского района Чувашской Республики и о внесении изменений в Закон Чувашской Республики «Об установлении границ муниципальных образований Чувашской Республики и наделении их статусом городского, сельского поселения, муниципального района, муниципального округа и городского округа» муниципальное образование Мариинско-Посадское городское поселение преобразовано в Мариинско-Посадский муниципальный округ.

## География
Город расположен на правом берегу реки Волги на 36 км ниже Чебоксар у места впадения двух малых рек: Сундырки и Верхней Сундырки. Высота над уровнем моря: 80 метров.
Часовой пояс

Город Мариинский Посад, как и вся Чувашская Республика, находится в часовой зоне, обозначаемой по международному стандарту как Moscow Time Zone (MSK). Смещение относительно UTC составляет +3:00. Время в Мариинском Посаде соответствует географическому поясному времени.

## Население
| 1931    | 1959    | 1970    | 1979    | 1989    | 1992    | 1993    | 1997    | 2001    |
| ------- | ------- | ------- | ------- | ------- | ------- | ------- | ------- | ------- |
| 5000    | ↗8805   | ↗10 239 | ↘10 025 | ↗10 443 | ↗10 800 | →10 800 | ↗11 000 | →11 000 |
| 2002    | 2005    | 2007    | 2009    | 2010    | 2011    | 2012    | 2013    | 2014    |
| ↘10 273 | ↘10 200 | ↘10 100 | ↗10 127 | ↘9088   | ↗9100   | ↘9019   | ↘8892   | ↘8778   |
| 2015    | 2016    | 2017    | 2018    | 2019    | 2020    | 2021    |         |         |
| ↘8772   | ↘8754   | ↗8755   | ↘8702   | ↘8550   | ↘8455   | ↘7851   |         |         |

На 1 января 2025 года по численности населения город находился на 1003-м месте из 1124 городов Российской Федерации.
Смертность
Общая смертность (на 1000 населения) составила: 18,04 (2007), 15,5 (2008), 14,7 (2009)
Рождаемость
Общая рождаемость (на 1000 населения) составила: 11,9 (2007), 9,6 (2008), 11,3 (2009).
Продолжительность жизни
Средняя продолжительность жизни (лет, мужчины- женщины) составила: 59/73
(2007), 59/72 (2008), 59/75 (2009).

## Герб и флаг
Герб города Мариинского Посада полностью отражает его историю и это первый в Чувашии (один из первых в Поволжье) официальный городской герб, который прошёл Государственную экспертизу в Геральдическом Совете при Президенте РФ. Герб и флаг города Мариинский Посад утверждены 25.05.1999 главным герольдмейстером России Г. В. Вилинбаховым и внесены в Государственный геральдический Регистр Российской Федерации за № 577 и 578. Автором нового герба является местный геральдист Вадим Анатольевич Шипунов.
Описание. В голубом поле золотая малая Императорская корона (корона императрицы), которая витает над золотой Государевой горой с двумя изумрудными вершинами, расположенной на правом живописном берегу Волги с крутыми склонами и холмами. Корона символ государственности, принадлежность к царской фамилии. Расположена на голубом фоне. Голубой цвет — это дух истины. Завершением короны является крест — это знамение победы над смертью. Крест есть символ, четырёх сторон света. В гербе города Мариинского Посада отражено его название и месторасположение. Герб с короной сопровождает девиз: «Необиженно жить — мечта народов всех времен».

## Органы власти
В рамках организации местного самоуправления с 2004 по 2022 гг. в границах города существовало муниципальное образование Мариинско-Посадское городское поселение.
Главы администрации Мариинско-Посадского городского поселения (2004—2022)
- 2004—2009 — Петров Валерий Григорьевич
- 3.06.2009-25.06.2009 — Трепов Андрей- и. о.
- и. о. 1.03.2011—24.03.2011 — Мясников Анатолий Аркадьевич 25.06.2009-02.02.2011 гг.[49]
- Яковлев Николай Васильевич 24.03.2011—октябрь 2012[50][51]
- с 2013 по 2015; врио с октября 2012 — Пьяночкина Людмила Владимировна
- с октября 2015-15.06.2016 — Белов Владимир Алексеевич
- 15.06.2016-14.07.2016 — и. о. Анатолий Воронков
- 2016—2017 — Арсентьев Олег Валерьевич
- с 9 августа 2017 до ноября 2020 года — Гладкова Надежда Борисовна[52][53]
- с 27.10.2020 до 3.06.2022 года — Сыройкин Вячеслав Валериевич
- с 3.06. 2022 по 20.12. 2022 года — и. о. Сергеев Вячеслав Зиновьевич

Главы городской администрации Мариинского Посада (1991—2004)
- 1991—1997 — Челейкин Юрий Иванович[54]
- 1997—2003 — Шолин Юрий Борисович
- 2003—2004 — Петров Валерий Григорьевич, директор в 1985—2002 спиртзавода «МарпосадСпирт»[55][56]

Судебная власть
С 1927 года в городе Мариинском Посаде функционирует Мариинско-Посадский районный народный суд Чувашской АССР (ул. Николаева, 4) (который в настоящее время закрыт). Современный Дом Правосудия расположен по адресу: г. Мариинский Посад ул. Лазо д.64 (напротив ПАО «Сбербанк»).

## Экономика
Промышленность
В Мариинском Посаде расположены:

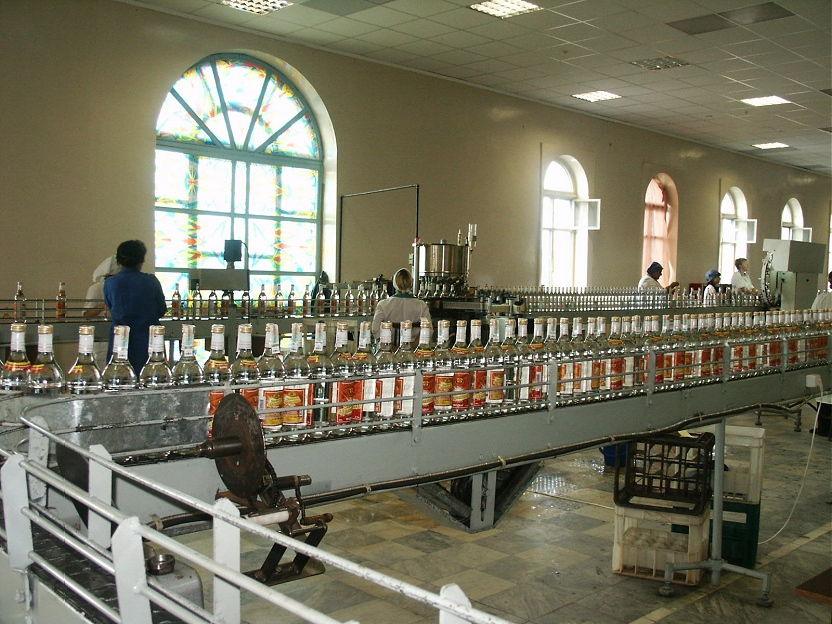
Спиртзавод в Марпосаде

- государственная форма собственности (предприятие ФГУП "Спиртзавод «Марпосадский» с дочерним предприятием УП «Маслозавод»); Марпосадский спиртзавод ранее славился за пределами Чувашии водками высшего качества (до последнего дня выпускал девять сортов, три из которых являются медалистами отечественных выставок)[59], но был закрыт в 2010 году по решению московских акционеров[60]. Спиртзавод основан в 1717 году чебоксарским купцом Л. Пичугиным и до 1933 года он назывался винокуренным заводом[3];
- смешанная форма собственности: предприятия ЗАО «Марпосадкабель» (1987)[61], ОАО «Проммеханизация» (осн. в 1927 году как судоверфь, в годы Великой Отечественной войны строил боевые катера для обороны Сталинграда, затем занимался сельхозмашиностроением; после нескольких преобразований в 1990—2000-е годах был закрыт в 2011 году; в 2012—2013 годах часть цехов снесены и территория расчищена под строительство развлекательного центра, ОАО «Авторемзавод „Марпосадский“», АООТ «Марпосадская сельхозтехника», АО «Хмельмонтаж», дорожно-ремонтный строительный участок, ПМК «Марпосадская». По состоянию на 2022 год часть оставшихся зданий пустует, подверглась вандализму.
- муниципальная форма собственности (предприятия МП «Гвоздильный завод» и предприятие бытового обслуживания МП «Заря»);
- частная форма собственности (предприятия пищевой промышленности, ООО "Хлебокомбинат «Марпосадский» и «Шанчак» (Надежда) — мясоперерабатывающее предприятие, продукция которого успешно раскупается за пределами района и республики;
- ветряная электростанция — 1 октября 1997 года введена в опытную эксплуатацию экологически чистая ветроэнергоустановка мощностью 107,5 квт[4].

Торговля и сфера услуг
В городе функционирует около 40 магазинов и киосков, универмаг, рынок (Ярмарка «Макарий»), три филиала торговой сети «Магнит» (Горького, 12 , ул. Николаева, д. 89В и ул. Советская д.3), два филиала сети «Пятёрочка» (в центре города и в микрорайоне «Коновалово»), два магазина Звениговского мясокомбината (в тех же микрорайонах, что и «Пятёрочка»), магазин Йошкар-Олинского мясокомбината, торговый дом «Лада» (микрорайон Коновалово, открыт в 2002 году, первый супермаркет в городе), магазин «Бункер» (с 1994 года, бывш. «Огонек», ул. Ломоносова, 13А), магазин «Елисеевский» (с 2014 года, ул. Николаева, 64), 15 кафе и столовых. 4 мая 2012 года в городе был открыт магазин экологически чистой продукции местного и чувашского производства «Органика». Это 5-й магазин подобного направления, открываемый в Чувашской Республике. С 2007 года на Ленинской, 39 А работает магазин «Терем» (товары для дома, ремонта и интерьера).
В 2012 году были открыты магазины: хозтоваров «Ярославский» (г. Мариинский Посад, ул. Ярославская, д. 2Г), «Волжанка» (ул. Николаева, д. 21/а), «Органика» (ул. Ленинская, д. 20), «Автозапчасти» и «Крепеж» (ул. Фурманова, д. 36), кафе-бар «Бродвей» (ул. Николаева, д. 93), кафе «Встреча» (ул. Набережная, д. 18), кафе «Одиссея» (ул. Полевая, д. 9А), кафе «Горячая пицца» (ул. Курчатова, д. 13А), салон парикмахерской «Кудряшка» (ул. Николаева, д. 74), аптека «Будь Здоров» (ул. Июльская д. 55), парикмахерская «Ева» (ул. Ленинская, д. 22/2), салон красоты «София» при магазине «Три Семерочки» (ул. Николаева), магазин по продаже стальных и межкомнатных дверей (ул. Ярославская, д. 2Г). В 2013 году открыт магазин «Три гурмана» фирменной торговой сети Ядринского мясокомбината и торговый центр «Пятерочка» (ул. Июльская, дом 25, корпус 1). В 2014 году открыт торговый павильон Вурнарского мясокомбината (январь 2014 г.). 27 января 2017 года в спальном микрорайоне Коновалово (улица Июльская, дом 13) открыт первый здесь и второй в городе магазин сети «Пятёрочка».
Финансовая сфера
В городе действуют филиал Сбербанка России (Доп. офис № 4437/045; улица Лазо, д. 63) с отделением в микрорайоне Коновалово (в настоящее время отделение закрыто). В Бизнес-Центре есть банкомат и представительство Чувашского регионального филиала ОАО «Россельхозбанк» (ул. Николаева, д. 55)
Транспорт
В городе имеется автомобильный и речной виды транспорта. Речной транспорт активно используется для привлечения туристических теплоходов и строительных грузопотоков. С южной стороны город Мариинский Посад связан автомобильной дорогой Р-174 с городом Цивильском, имея выход на федеральные трассы М7 (Москва-Чебоксары-Казань) и A151 (Цивильск-Ульяновск). По Волге в период навигации обеспечиваются внешние связи, имеется пристань Мариинский Посад. Ранее также функционировала транспортная переправа через Волгу в сторону города Йошкар-Ола. Капитальных береговых сооружений пристань не имеет, преобладающая часть грузовых операций осуществляется на естественном берегу. Для обслуживания пассажирских перевозок на период навигации устанавливается дебаркадер.
Внутригородские пассажирские перевозки осуществляются городскими автобусами маршрутными такси (рейс № 3 от Коновалово до Сутчево и № 5 со Сбербанка до Спиртзавода/д. Тинсарино) и коммерческими такси.
Междугороднее автобусное сообщение имеется с городами: Чебоксары (рейс № 113), Новочебоксарск (рейсы № 108, 222 и 236) и Цивильск. Подробнее о расписании и часах отправления автобусных рейсов смотрите на офиц.сайте Райадминистрации. 9 августа 2013 года на ул. Советская в южной части г. Мариинский Посад было открыто новое трёхэтажное здание автовокзала.

## Средства массовой информации
Телевидение
С помощью спутникового и кабельного телевидения принимаются следующие каналы:

| - Первый канал - Россия 1 / ГТРК Чувашия - Россия К - НТВ - Пятый канал - РЕН ТВ - Матч ТВ - ТНТ | - СТС - ТВ Центр - ТВ-3 - Пятница! - Че! - Домашний - Мой Мир - Звезда |

Радио
В советское время (с 1928 года) в городе работал местный радиоузел. Закрыт в настоящее время.
Газеты
- «Наше слово» («Пирĕн сăмах») — Мариинско-Посадская районная газета Министерства культуры, по делам национальностей, информационной политики и архивного дела Чувашской Республики. Ранее выходила под названиями «Ударник» (с 15 октября 1932 года) и «Ленинское знамя» (1953—1993). Тираж около 1000 экз. на русском языке и примерно столько же на чувашском. Редакция находится по адресу улица Николаева д.59, печатается в Чебоксарах (в советское время весь тираж печатался в местной устаревшей типографии, закрытой в настоящее время)[3][71][72].

## Культура

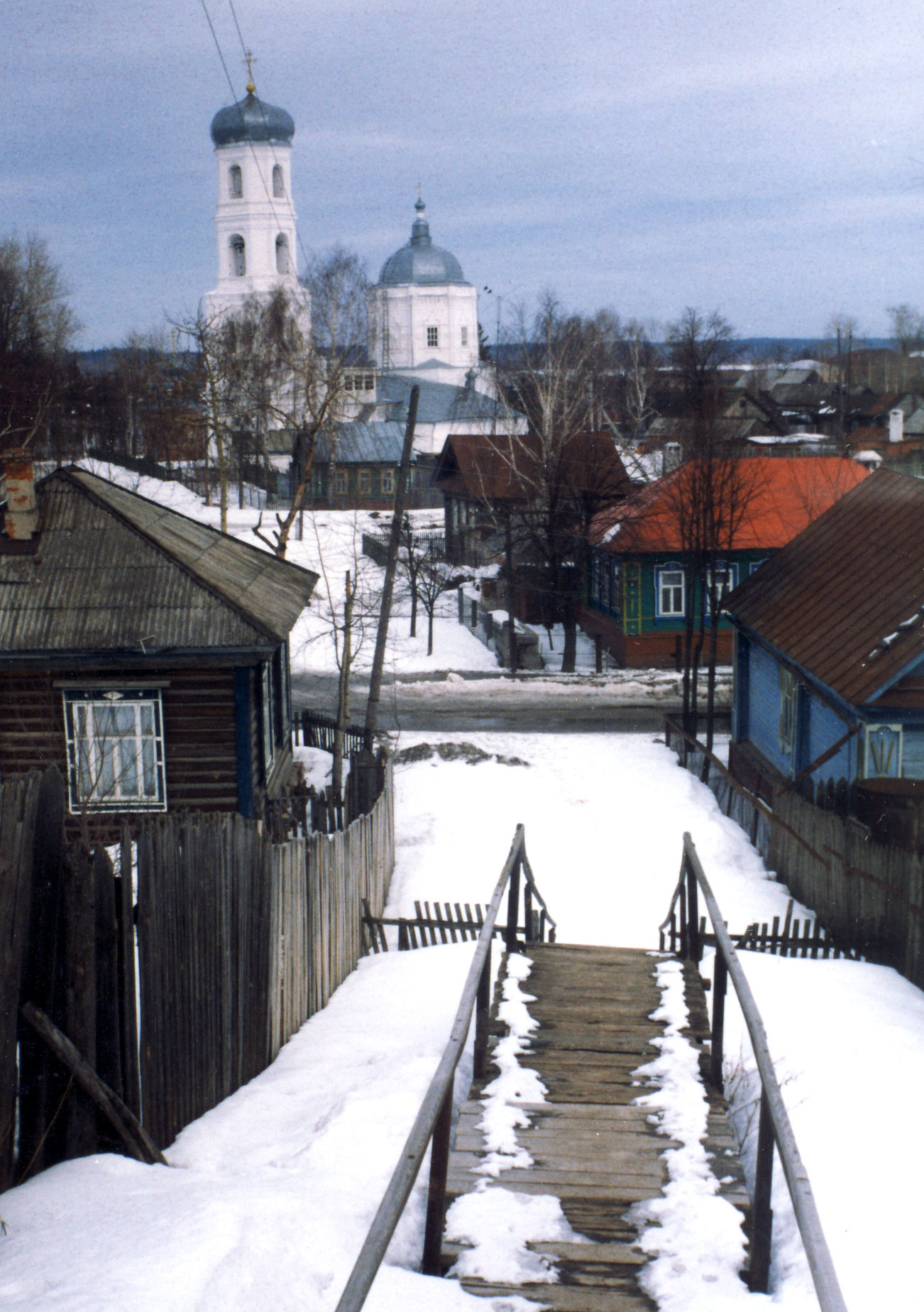
начало весны 2013 г.

- В Мариинском Посаде расположены краеведческий музей купеческо-мещанского быта, 3 дома культуры и 4 библиотеки (районная, 2 городские и детская)[73][74][75].
  - Районный Дом культуры и туризма (РДКТ)
  - Новинский городской Дом культуры (Новинский клуб)
  - Приволжский городской Дом культуры
  - Центральная районная библиотека
  - Городская библиотека семейного чтения
  - Детская библиотека
  - Приволжская городская библиотека
- В 1994 году Мариинский Посад стал инициатором и местом проведения Праздника малых городов Чувашии. В 2006 году в городе проходили основные мероприятия празднования Дня Чувашской Республики.
- Историко-краеведческий музей купеческого, мещанского и крестьянского быта (основан 12 апреля 1963 года, размещается в старинном здании жилого дома купца Сапожникова)[76][77].
- Художественная галерея (открыта 21 мая 1999 года в здании, которое ранее занимала лесная школа. 9 июля 1919 года с балкона этого здания выступала Н. К. Крупская[76].

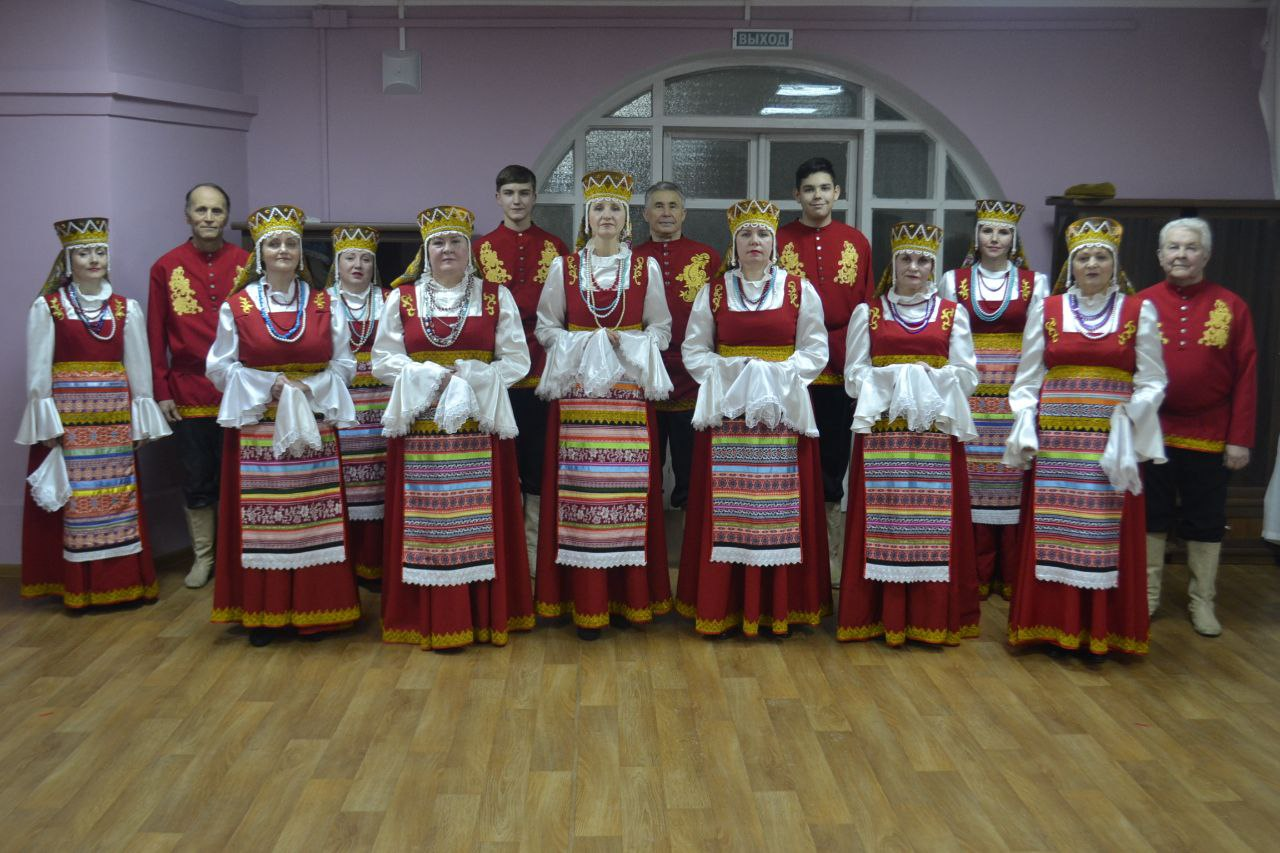
Народный хор русской песни

- В городе действует несколько хоров и ансамблей:
  - Народный хор русской песни[78]
  - Народный хор чувашской песни[79]
  - Новинский русский Народный хор им. М.А.Муравьева[80]
  - Народный духовой оркестр «Здравица»[81]
  - Детско-юношеский вокальный ансамбль «Волгари»[82]

- В РДК выступает Народный театр «Мариинский» (основан в 1918 году как драмкружок в Народном доме, ныне РДК)[7][8].
- Мариинский Посад посещают известные артисты, например, 29 июля 2010 года город встречал народного артиста России, солиста Большого театра России В. А. Маторина, который выступил в переполненном зале районного Дома культуры[83]. Регулярно посещал свою вторую родину композитор народный артист СССР А. Я. Эшпай[84][85].
- Традиционными стали праздники Масленицы[86], «Акатуй»[87][88] и конкурс красоты «Мисс Мариинский Посад»[89].
- В городе регулярно с 2010 года проводится Мариинско-Посадский открытый межрегиональный фестиваль молодёжного творчества «Ритм»[90].
- В Мариинском Посаде установлены несколько памятников, в том числе ветеранам Великой Отечественной войны, В. И. Ленину и ветеранам войн в Афганистане и Чечне[91].

## Русская православная церковь
В городе в начале XVIII века были построены три православные церкви. В советские годы они были закрыты, а одна разрушена. В 1990-е годы две сохранившихся восстановили, они действуют в настоящее время: Троицкая (Свято-Троицкий собор, построен в 1726 году) и Казанская (Православная Церковь Казанской Божией Матери, построена в 1761 году). 21 июля 2013 года митрополит Чебоксарский и Чувашский Варнава посетил Мариинский Посад и совершил литургию в день Казанской иконы Божией Матери в Казанском храме.

## Здравоохранение
Центральная районная больница им. Н. А. Геркена (основана в 1892 году), два офиса врача общей практики, два зубных кабинета, аптека, четыре аптечных пункта, отделение скорой медицинской помощи при ЦРБ.
В 2008 году был введён в эксплуатацию новый стационарный корпус больницы. В его составе терапевтическое, неврологическое, педиатрическое, хирургическое, травматологическое, гинекологическое отделения, отделение патологии беременных, анестезиолого-реанимационное отделение общей мощностью 78 круглосуточных и 12 дневных коек.

## Образование

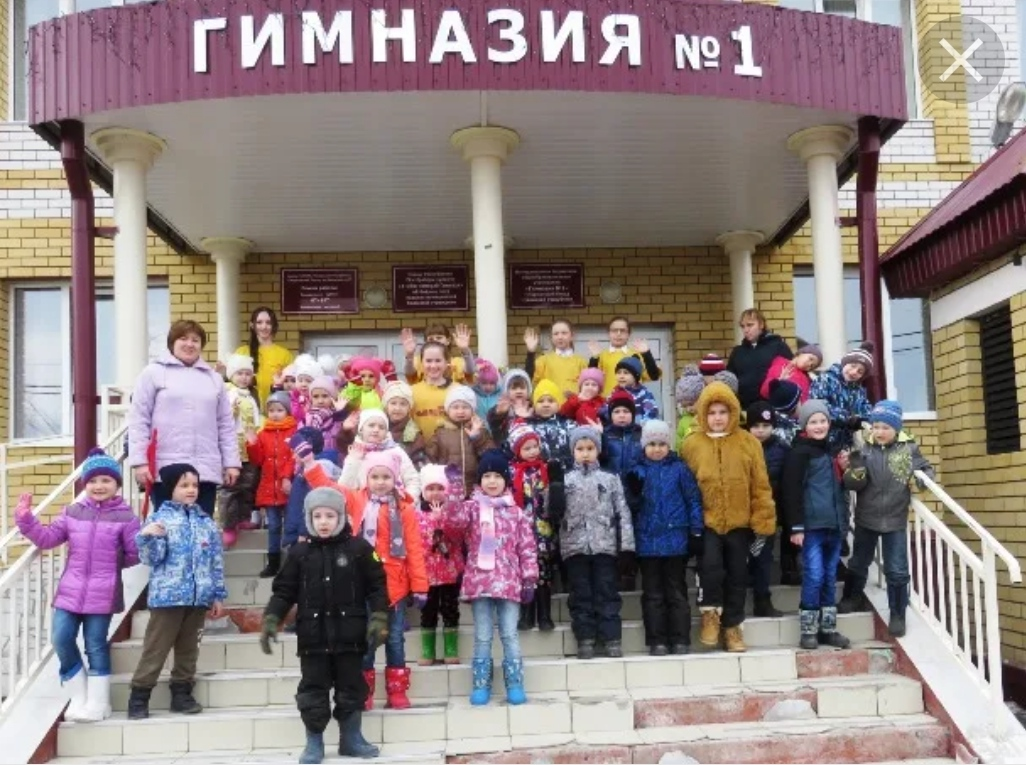
Гимназия № 1

В городе есть гимназия № 1 (бывшая средняя школа № 1) и две общеобразовательные школы — Коноваловская и Приволжская, Мариинско-Посадский технологический техникум (создан в 2014 году на базе ПУ-11 и ПУ-28), ДЮСШ, музыкальная школа, дом творчества школьников, три детских сада «Алёнушка», «Радуга» и «Рябинка» (открыт в 1990 году). До 2009 года в городе работала средняя школа № 2.
В 2007 году на базе Мариинско-Посадского лесного техникума (основан в 1920 году на базе лесной школы, существовавшей с 1895 года) был образован филиал Марийского государственного технического университета (Йошкар-Ола), в 2012 переименован в филиал Поволжского ГТУ. Из-за отсутствия финансирования набор студентов прекращён и филиал закрыт в 2021 году.
В 2014 году на базе двух профессиональных училищ ПУ-11 и ПУ-28 был образован Мариинско-Посадский технологический техникум. Постановлением Кабинета Министров Чувашской Республики от 27.12.2023 № 853 с сентября 2024 года техникум был реорганизован в Обособленное структурное подразделение в г. Мариинский Посад Цивильского аграрно-технологического техникума (ОСП ЦАТТ в г. Мариинский Посад).

## Спорт
В 2010 году был построен новый физкультурно-оздоровительный комплекс города ФСК «Мариинский». В этом комплексе есть плавательный бассейн, универсальный спортивный, борцовский и тренажёрный залы. На хоккейной площадке, созданной в 2011 году рядом с ФСК, проводятся республиканские соревнования по хоккею. В городе работает ДЮСШ.
22 июля 2011 года, впервые в Мариинском Посаде состоялся заплыв через реку Волга (1400 м), посвящённый памяти лётчика-космонавта СССР, дважды Героя Советского Союза А. Г. Николаева, который не один раз переплывал реку Волгу.
В районе ведут свою работу отделения Федерации шахмат и шашек Чувашской Республики.

## Туризм
В 2011 году в Мариинском Посаде и районе побывало 55 туристических теплоходов, 44 экскурсионных автобуса, 73 800 туристов и экскурсантов, прибывших из разных регионов России и других районов Чувашии, а также иностранные гости из Японии, Австрии, Италии, Колумбии, Испании, США, Таиланда, Голландии, Франции и Норвегии.
Главными туристическими местами города являются Государева гора, Свято-Троицкий собор (1726), православная церковь Казанской Божией Матери (1761), историко-краеведческий музей купеческого, мещанского и крестьянского быта, старинные дома улиц Набережная и Ленинская, открытый 9 августа 2013 года на улице Набережная памятник императрице Марии Александровне Романовой и другие достопримечательности.

## Улицы

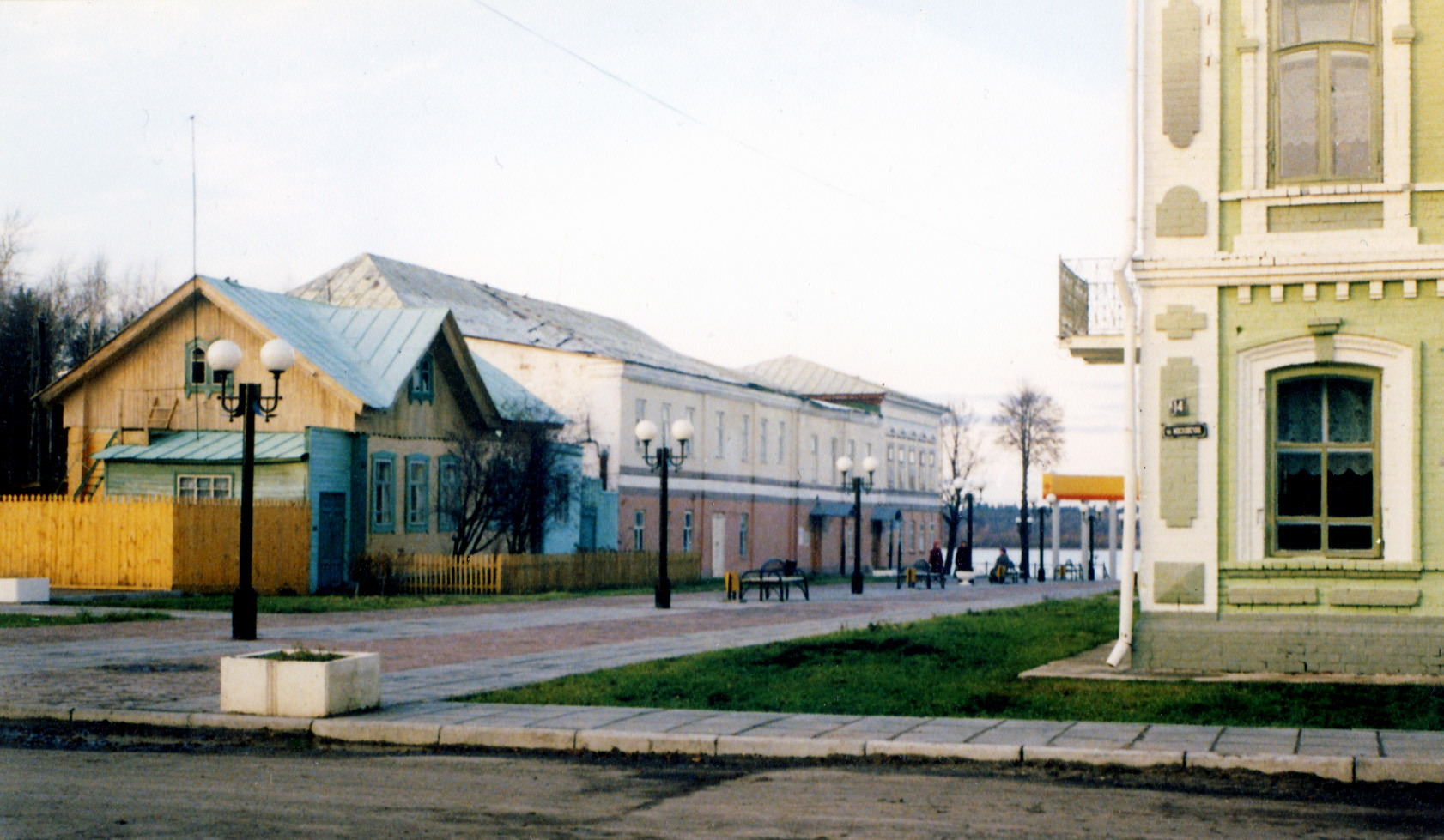
Мариинский Посад. Местный Арбат

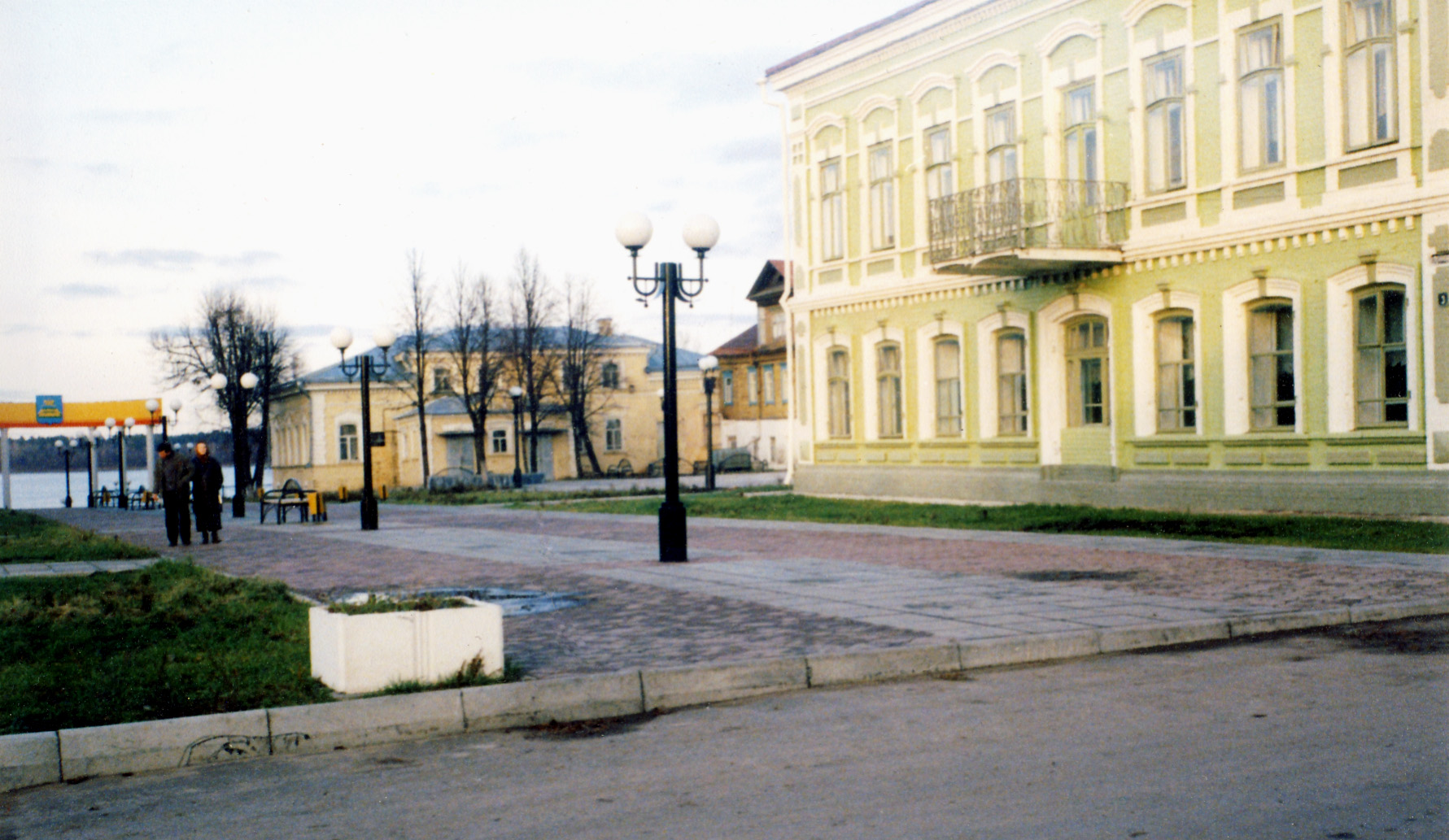
Мариинский Посад. Центр

Среди улиц города выделяются несколько главных: в центре города это улицы Ленинская и Николаева (идущие от Набережной у Волги и далее на юг) и улица Курчатова и улица Ломоносова в микрорайоне Коновалово в западном жилом микрорайоне.
В 2013 году Мариинский Посад занял 2-е место на Республиканском конкурсе «Самое благоустроенное городское (сельское) поселение Чувашии» (в категории городские поселения и округа с населением до 100 тыс. человек), в котором оценивалась работа на лучшее озеленение и благоустройство населённого пункта Чувашской Республики.